# コメット (キンギョ)

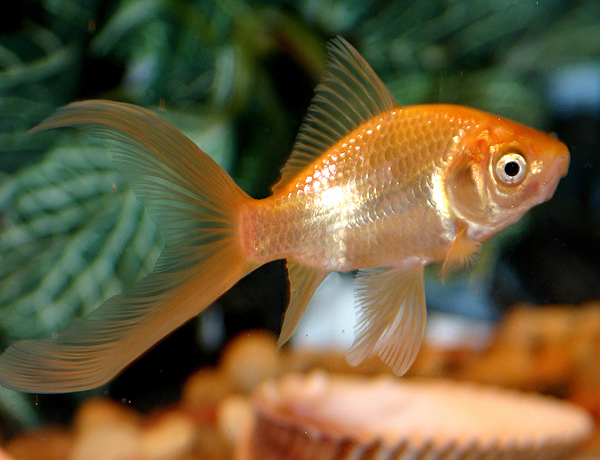
コメット

コメットは、キンギョの一品種。アメリカから逆輸入という形で日本に入ってきたキンギョである。

## 概要
アメリカで、日本から輸入されたフナやリュウキンなどが自然交配を重ねた結果生まれた品種。ワキンの様に細長い体にすらりと伸びた鰭が美しい。金魚には先祖帰りと言って、リュウキンなどの卵からでも、突然変異でよりフナの形に近いワキンに似た魚が生まれてくることがある。本来、品種の固定化の為にはそういった魚を取り除くのだが、その作業をしなかった為に見出されたのが本種である。

## 歴史

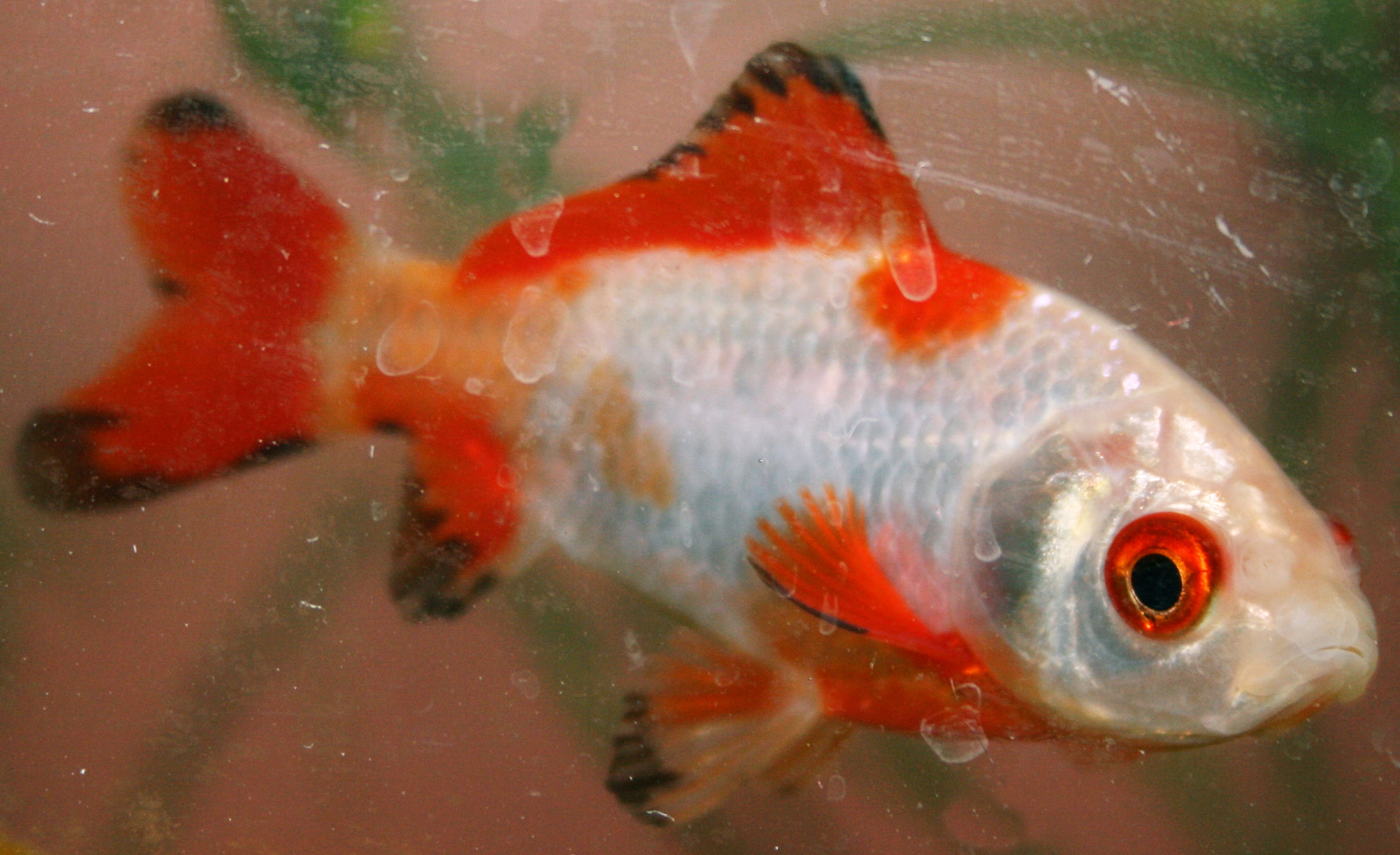
コメット

1880年代に米国のワシントン水産委員会の池で誕生した。日本から輸入されたリュウキンの変異個体が発見され、ヒューゴ・ムラート（Hugo Mulertt）がそれを選別・淘汰して固定した品種である。

## 名前の由来
コメット（Comet）とは、彗星の意味で、鰭は長く、細身の体型であり白く長い尾（吹き流し尾）で素早く泳ぐ姿が、まるで水の中の彗星のような感じのため、その名がついた。

## 特徴
体型はワキンに似ており、胴長でリュウキンの面影は見られないが、その長い吹き流し尾は、リュウキンの尾が変化したものではないかと言われている。

## 体色
赤白の更紗が上品とされ、体色の全身白の個体は価値がなく、評価が低い。また、コイの一変種・カラスゴイとの交配に由来する漆黒の個体もでており、ブラックコメットと呼ばれている。